# Cyprinodon tularosa
Cyprinodon tularosa är en fiskart som beskrevs av Miller och Echelle, 1975. Cyprinodon tularosa ingår i släktet Cyprinodon och familjen Cyprinodontidae. IUCN kategoriserar arten globalt som sårbar. Inga underarter finns listade i Catalogue of Life.